# Bae (Familienname)
Bae (kor. 배) ist ein koreanischer Familienname. Bei einer Erhebung in Südkorea im Jahr 2015 trugen 400.641 Personen diesen Namen.

## Namensträger
- Bae Bien-U (* 1950), südkoreanischer Fotograf
- Bae Chan-mi (* 1991), südkoreanische Leichtathletin
- Constantine Bae Ki Hyen (* 1953), südkoreanischer Geistlicher, Bischof von Masan
- Bae Da-bin (* 1993), südkoreanische Schauspielerin
- Bae Doona (* 1979), südkoreanische Schauspielerin
- Bae Gi-tae (* 1965), südkoreanischer Eisschnellläufer
- Bae Gi-ung (* 1974), südkoreanischer Boxer
- Bae Ho-jo (* 1977), südkoreanischer Boxer
- Bae Hyun-jin (* 1983), südkoreanische Politikerin
- Bae Ik-Hwan (1956–2014), südkoreanischer Violinist
- Bae Jae-hyo (* 1974), südkoreanischer Baseballspieler
- Jenny Bae (* 1980), südkoreanische Crossover-Violinistin
- Bae Jeong-ho, südkoreanischer Fußballspieler
- Bae Jeong-min (* 2001), südkoreanischer Fußballspieler
- Bae Joo-hyun (* 1991), südkoreanische Sängerin, siehe Irene (Sängerin)
- Bae Min-hee (* 1988), südkoreanische Handballspielerin
- Bae Nu-ri (* 1993), südkoreanische Schauspielerin
- Bae Seong-woo (* 1972), südkoreanischer Schauspieler
- Bae Seung-hee (* 1983), südkoreanische Badmintonspielerin
- Bae Sin-young (* 1992), südkoreanischer Fußballspieler
- Bae Su-ah (* 1965), südkoreanische Schriftstellerin
- Bae Suzy (* 1994), südkoreanische Popsängerin und Schauspielerin
- Bae Ye-bin (* 2004), südkoreanische Fußballspielerin
- Bae Yeon-ju (* 1990), südkoreanische Badmintonspielerin
- Bae Yong-joon (* 1972), südkoreanischer Schauspieler
- Yung Bae (* 1994), US-amerikanischer Elektronikmusiker